# ادکای
ادکای (به انگلیسی: Adki) یک روستا در هند است که در کارناتاکا واقع شده‌است.